# COLOR (みつきのアルバム)
『COLOR』（カラー）はみつきのファースト・アルバム。2008年9月3日にワーナーミュージック・ジャパンからリリースされた。″みつき″とは高畑充希が歌手活動をする際に使用する別名。

## 概要
タイトルの「COLOR」には、みつきの今の″色″、そして表現者としての可能性（″これからの色″）が詰まったアルバムという意味が込められている。
映画主題歌でコブクロの小渕健太郎プロデュースによるデビューシングル「大切なもの」、そのカップリングで馬場俊英作詞・作曲のドラマ主題歌「ひとつだけ」、2ndシングルで川嶋あいプロデュースの映画主題歌「瞳ひらいて」、竹内まりや作詞・作曲の昼ドラ主題歌「夏のモンタージュ」、その他、矢井田瞳、佐藤竹善＆藤田千章（SING LIKE TALKING）、堂島孝平、河口恭吾など豪華提供者の楽曲を収録し、みつき自身が作詞に挑戦した楽曲も収録した計10曲が収録されている。
初回盤には特典としてみつき本人のメッセージ付きフォトカードが封入された（3種類の内、いずれか1種類がランダムに封入されている）。
アルバムの発売を記念して、同年9月7日にセガ アミューズメントテーマパーク・東京ジョイポリスにて、″みつき 1stアルバム発売記念イベント・スペシャルライブ＆サイン会″が開催され、本作からデビュー曲の「大切なもの」、「ひとつだけ」、「夏のモンタージュ」などを披露し、ライブ終了後にはCDの販売やサイン会が実施された。

## 収録曲
| #         | タイトル                                 | 作詞       | 作曲       | 編曲           | 時間  |
| --------- | ---------------------------------------- | ---------- | ---------- | -------------- | ----- |
| 1.        | 「ひとつだけ」(プロデュース: 小渕健太郎) | 馬場俊英   | 馬場俊英   | 小渕健太郎     | 4:57  |
| 2.        | 「夏のモンタージュ」                     | 竹内まりや | 竹内まりや | 増田武史       | 4:12  |
| 3.        | 「101の涙」                              | 竹内めぐみ | 松本俊明   | 島本道太郎     | 4:05  |
| 4.        | 「i don't know me.」                     | 矢井田瞳   | 矢井田瞳   | 村田昭         | 3:40  |
| 5.        | 「瞳ひらいて」(プロデュース: 川嶋あい)   | 川嶋あい   | 川嶋あい   | 羽毛田丈史     | 4:45  |
| 6.        | 「Vitality」                             | 藤田千草   | 佐藤竹善   | 鈴木Daichi秀行 | 3:52  |
| 7.        | 「キズナ」                               | みつき     | 堂島孝平   | 市川淳         | 4:22  |
| 8.        | 「秋の気配」                             | 河口恭吾   | 河口恭吾   | 武藤良明       | 4:33  |
| 9.        | 「ユメノシルシ ～君のいる場所へ～」      | Kenn Kato  | 川口大輔   | 櫻井大介       | 5:15  |
| 10.       | 「大切なもの」(プロデュース: 小渕健太郎) | 小渕健太郎 | 小渕健太郎 | 小渕健太郎     | 5:22  |
| 合計時間: | 合計時間:                                | 合計時間:  | 合計時間:  | 合計時間:      | 45:03 |

### タイアップ
「ひとつだけ」
1stシングルのc/w曲。
日本テレビ系火曜ドラマ『セクシーボイスアンドロボ』主題歌。
「夏のモンタージュ」
3rdシングル。
MBS・TBS系ドラマ30『夏休みスペシャル ナツコイ』主題歌。
「瞳ひらいて」
2ndシングル。
ディズニー映画『ルイスと未来泥棒』日本版イメージソング。
「キズナ」
みつき自身が初めて作詞を手掛けた曲。
「大切なもの」
1stシングル。
映画『ドルフィンブルー フジ、もういちど宙へ』主題歌。